# ワニエ励起子
ワニエ励起子（ワニエれいきし、英: Mott–Wannier exciton）は、励起状態の波動関数の広がりが格子定数に比べてずっと大きいような励起子のことである。

## 概要

ワニエ励起子が結晶格子中を動き回る様。

この励起状態は1つの格子点の周りに空間的に広がった状態で、電子と正孔が緩く束縛されている。
その束縛エネルギー準位は水素様となる。
多くのイオン結晶やイオン性半導体において、このワニエ励起子に近い励起状態が結晶中を伝播する。
なお、励起子は伝導帯の電子と価電子帯の正孔の結合状態を波動関数として扱った“励起波”から物理的導出がなされる。
フレンケル励起子とワニエ励起子は“励起波”の中での極限的なモデルであり、実際の物質における励起子は両者の中間状態となる。